# John Boyd Dunlop

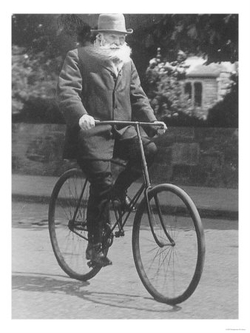
John Boyd Dunlop (ca. 1915)

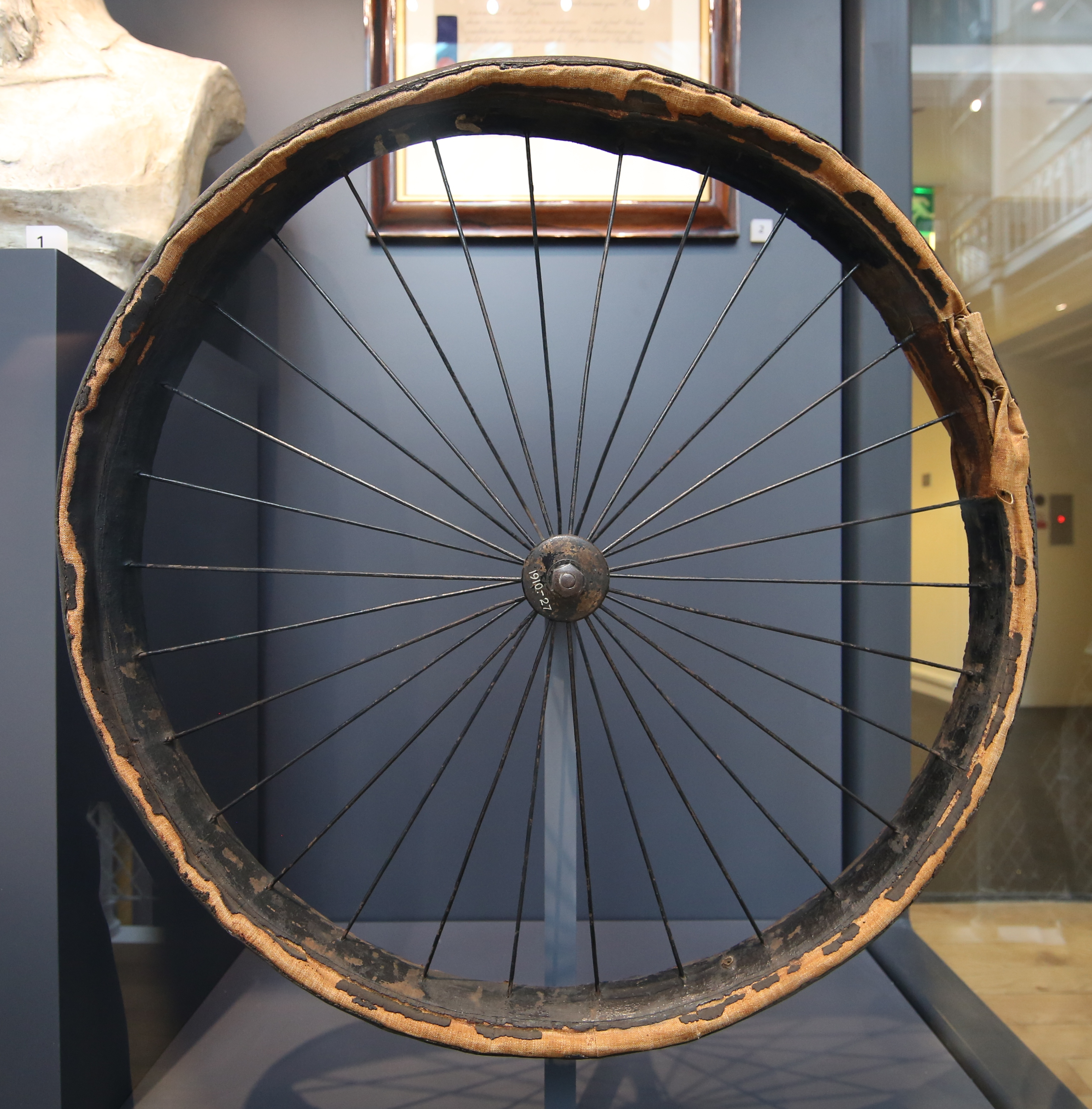
Dunlops erster Reifen im National Museum of Scotland

John Boyd Dunlop (* 5. Februar 1840 in Dreghorn, Schottland; † 23. November 1921 in Dublin, Irland) war ein britischer Tierarzt. Mit seinem Namen ist die Erfindung des luftgefüllten Reifens verbunden.

## Leben
John Dunlop wurde als Sohn einer Bauernfamilie geboren. Schon als junger Mann bemerkte er, dass es einfacher war, die Felder mit einer großen Walze zu bearbeiten als mit einer kleineren, da sich die größere besser über den unebenen Grund ziehen ließ. Da er als Kind gesundheitliche Probleme hatte, entschieden seine Eltern, ihn studieren zu lassen. Im Alter von 19 Jahren schloss er sein Studium als Tierarzt am Royal Dick Veterinary College ab. Zwei Jahre später eröffnete er eine Praxis in Dublin, die die am längsten praktizierende in Irland werden sollte.
Bei der Arbeit in seiner Praxis musste Dunlop häufiger mit Gegenständen aus Kautschuk hantieren und sich mit der Materie beschäftigen; so konstruierte er einige Apparaturen, für die er Gummi verwandte. Seine Aufzeichnungen zeugen davon, dass er sich über 20 Jahre lang Gedanken über die praktische Verwendung von Gummi machte.
Im Jahr 1887, im Alter von 47 Jahren, konstruierte Dunlop seinen ersten luftgefüllten Gummireifen, zunächst umwickelt mit Stoffstreifen aus einem Kleid seiner Frau. Es wird die Anekdote kolportiert, Dunlop habe den Reifen erfunden, damit das Dreirad seines elfjährigen Sohnes nicht einen solchen Lärm verursache und dieser zudem bei Rennen gegen seine Freunde bessere Chancen habe. Er wickelte dem Gefährt aus dünnen Gummiplatten zusammengeklebte Schläuche um die Räder und pumpte die Hüllen mit einer Fußballpumpe auf. Die erste erfolgreiche Probefahrt absolvierte Dunlop junior am 28. Januar 1888.
Am 7. Dezember 1888 meldete Dunlop das Patent für den ersten Fahrradluftreifen an. Von dem lokalen Fahrradbauer W. Edlin & Co ließ er 50 mit diesen Reifen ausgestattete Räder anfertigen. Die vermeintliche Neu-Erfindung war jedoch schon 40 Jahre zuvor von seinem schottischen Landsmann Robert William Thomson patentiert worden, hatte sich aber nicht durchsetzen können. Nach eigener Aussage hatte Dunlop von dieser Erfindung keine Kenntnis. Da das Patent von Thomson aber inzwischen ausgelaufen war, war es Konkurrenten wie Michelin möglich, die Ideen von Dunlop aufzugreifen.
Am 18. Mai 1889 gewann der irische Radrennfahrer Willie Hume das erste Rennen mit luftgefüllten Reifen am Queen College Sports in Belfast gegen den nationalen Meister Arthur Du Cros. An diesem Tag lernte Dunlop den Unternehmer William Harvey Du Cros (1846–1918) kennen, den Vater von Arthur Du Cros. Hume nahm mit seinem Rad mit den neuartigen Reifen auch an Rennen in England teil. In Liverpool wurde es im Schaufenster eines Fahrradgeschäftes ausgestellt, was einen solchen Menschenauflauf verursachte, dass die Polizei gerufen wurde, um Bürgersteig und Straße zu räumen.
Dunlop überlegte, eine Reifenproduktion in der Nähe von Coventry, dem Herzen der englischen Fahrradindustrie, zu eröffnen, wurde jedoch davon überzeugt, die Arbeitsplätze in Irland anzusiedeln. Gemeinsam mit Du Cros senior und weiteren Teilhabern wurde das Unternehmen Pneumatic Tyre & Booth’s Cycle Agency gegründet. 1895 zog sich Dunlop aus dem Unternehmen zurück. Es heißt, dass der höfliche und guterzogene Dunlop sich nicht mit den robusten Geschäftsmethoden von Du Cros anfreunden konnte. Er steckte seinen eher kleinen Profit aus dem Reifengeschäft in eine Dubliner Textilfabrik und führte ohne Aufsehen seine Tierarztpraxis weiter.
Seit 1871 war John Boyd Dunlop mit Margaret Stevenson verheiratet, das Paar hatte neben dem Sohn John eine Tochter. Er starb 1921 und ist auf dem Deansgrange Cemetery südlich von Dublin bestattet.

## Dunlopventil
Noch heute wird der älteste und einfachste – nur aus vier Teilen plus Kappe bestehende – Typ Fahrradventil Dunlopventil genannt. Der Ventilschaft, ein Messingrohr mit feinem 8 mm Ventilgewinde außen hat am äußeren Rand zwei gegenüberliegende Schlitze und innen eine konische Verjüngung des Lumens. Der Ventileinsatz hat einen dazu passenden Konus, über den ein kleines Stück Latexschlauch, der Ventilschlauch, gezogen wird. Mit einer von Hand anzuziehenden Überwurfmutter wird der Einsatz an einem vorstehenden Bund in den Schaft gepresst, um mittels eben dieses Gummis einzudichten. Zwei seitliche Stege greifen in die genannten Schlitze ein und verhindern ein Verdrehen. Der Einsatz weist eine axiale Längsbohrung auf, die von außen bis durch den Konus führt und dann durch eine seitliche Bohrung von ebenfalls etwa 2 mm Durchmesser austritt. Hier hat der Ventileinsatz noch einen Durchmesser von etwa knapp 3 mm, auch hier ist der Ventilschlauch schon deutlich gedehnt und verschließt durch die Rückstellkraft seiner Elastizität das einseitige Querloch. Wird nun Luft durch den Ventileinsatz eingepresst, hebt sich der Schlauch am Querloch und in der Folge längs eines sich bildenden Kanals, der etwa 5 mm bis zum inneren Ende des Ventileinsatzes läuft und Luft mit einem typisch zischenden Geräusch in den Schlauch einströmen lässt. Nach jedem Pumpenstoß verschließt der Schlauch das Loch und wird dabei vom Schlauchinnendruck zusätzlich unterstützt, da der längs des Umfangs gedehnte Schlauch auch mit dem zylindrischen innersten Stück des Ventileinsatzes mit geringer Leckrate abdichtet; dazu ist notwendig, dass der Schlauch etwas über des gerundete innere Ende des Ventileinsatzes vorsteht. Zum Luftablassen muss die Überwurfmutter gelockert werden, um den Kegelsitz zu lüften. Dass damit mit fünf Fingerdrehungen auch der Ventileinsatz entfernt werden kann, macht das Ventil auch sehr sabotageanfällig. Der Luftdruck des Reifens kann nur während eines Füllstoßes und nur näherungsweise gemessen werden, denn mit gemessen wird der Druckabfall durch den Strömungswiderstand des Luftkanals zwischen Schlauch und Einsatz.
Der Ventilschlauch besteht bis heute aus gelblich-durchscheinendem Naturlatexgummi (NR), selten kommen rote und schwarze Gummivarianten vor, die allerdings weniger leicht dehnbar sind. Alle anderen Teile des Ventils bestanden ursprünglich aus vernickeltem Messing. Eine feine mit einem Ring an eine benachbarte Speiche angekoppelte Kette hielt die drehbar am Kopf befestigte Messing-Schutzkappe, die wie die Überwurfmutter auch gerändelt war. Um 1960 waren Schutzkappen aus Gummi üblich, die aufgeschraubt oder auch einfach aufgesteckt werden konnten. Um 1970 setzten sich Schutzkappen aus ebenfalls schwarzem Thermoplast durch. Heute sind diese aus Polyethen (PE), meist schwarz, doch mitunter in Firmenfarben – gelb von Continental oder blau von Schwalbe.